# بورس کلمبیا

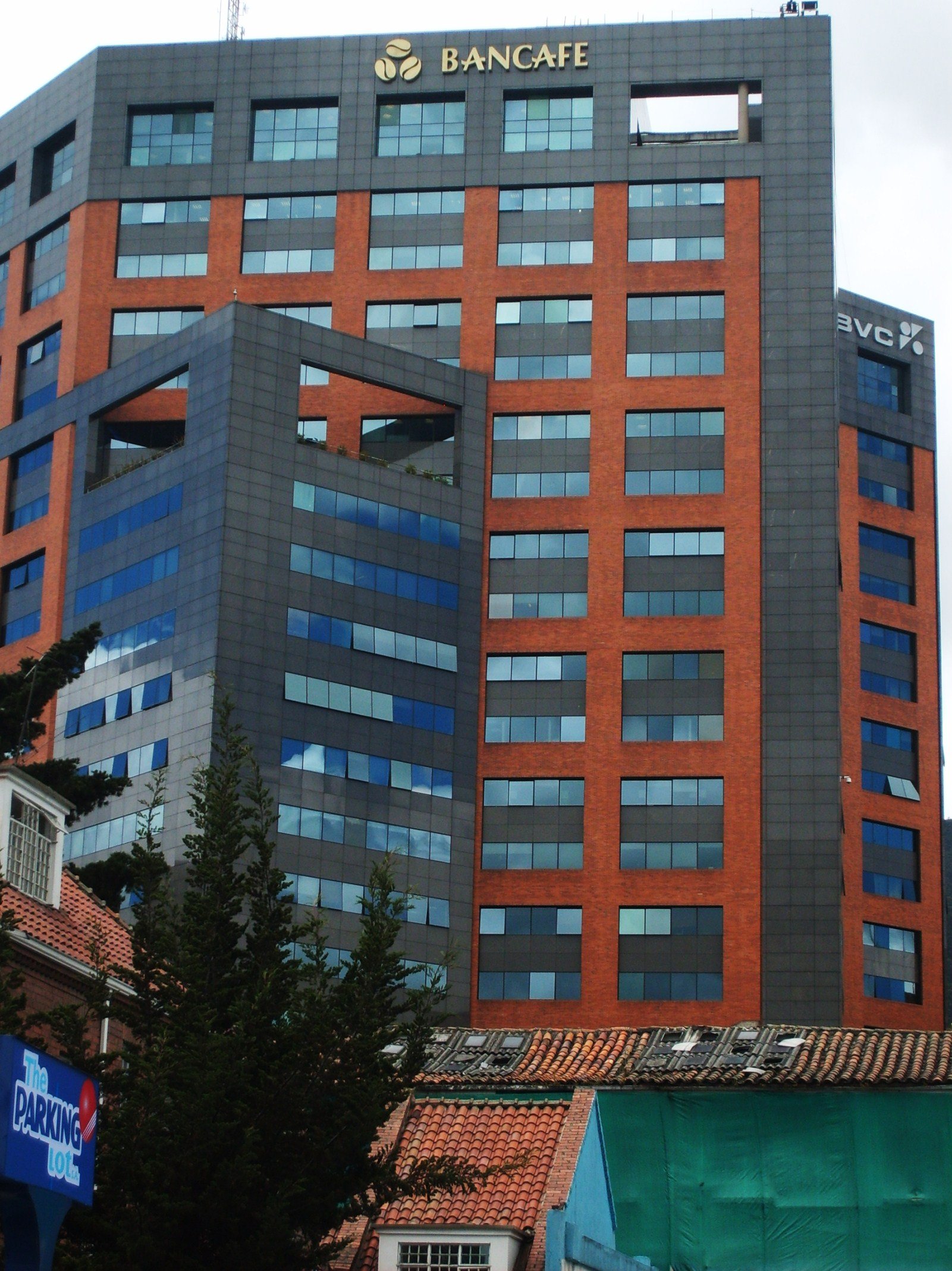
ساختمان محل برگزاری بورس کلمبیا در شهر بوگوتا

بورس کلمبیا (به انگلیسی: Colombia Stock Exchange) بازار بورس اوراق بهادار کلمبیایی است، که سالن اصلی محل برگزاری آن در شهر بوگوتا مستقر می‌باشد. ریشه‌های تأسیس بورس کلمبیا به سال ۱۹۲۸ بازمی‌گردد، که ۱۷ معامله‌گر به رهبری بانکدار کلمبیایی گونزالو کوردوبا اقدام به راه‌اندازی بورس اوراق بهادار بوگوتا با فهرستی از ۲۵ شرکت نمودند.
فرم کنونی بورس کلمبیا حاصل ادغام ۳ بازار بورس اوراق بهادار واقع در کلمبیا شامل: بورس کالی (مستقر در شهر کالی)، بورس مدلین (مستقر در شهر مدلین) و بورس بوگوتا (مستقر در شهر بوگوتا) در سال ۲۰۰۱ می‌باشد. در سال ۲۰۱۳ ارزش بازار سرمایه صاحبان سهام ۸۹ شرکت فهرست شده در بورس کلمبیا، معادل ۲۳۶ میلیارد دلار برآورد گردید.